# Carmen González Huguet
Carmen González Huguet (San Salvador, El Salvador, 15 de noviembre de 1958) es una escritora, investigadora literaria, poeta y narradora salvadoreña. Desde el año 2012, es miembro de número de la Academia Salvadoreña de la Lengua, sus obras abarcan poesía, cuento, novela corta, ensayo y teatro, y ha sido galardonada con diversos premios nacionales e internacionales.

## Biografía
Nació el 15 de noviembre de 1958 en San Salvador, El Salvador. Es hija de Virgilio Juan González Fernández, originario de Melgar de Arriba, Valladolid, España, y de Ana Gloria Huguet, salvadoreña de ascendencia catalana. Es la mayor de cuatro hermanos: Gloria María (n. 1961), María del Pilar (n. 1963) y Juan Antonio (n. 1967).
Desde temprana edad, Carmen mostró un fuerte interés por la lectura, lo que influyó en su desarrollo como narradora. Durante su educación primaria en el Colegio Sagrado Corazón de San Salvador, obtuvo su primer carné de biblioteca escolar, hecho que consolidó su vinculación con la literatura. Su acercamiento a la poesía ocurrió durante su juventud, aunque inicialmente no se consideraba capaz de escribir en ese género. “Antes la vi de lejos, no me creía capaz de escribirla”, confesó.
Realizó estudios de Ingeniería Química en la Universidad Centroamericana “José Simeón Cañas” (UCA) entre 1976 y 1977, los cuales no concluyó.
Posteriormente, entre 1977 y 1980, estudió la carrera de Química y Farmacia en la Universidad de El Salvador, pero debió interrumpir sus estudios debido al cierre temporal de la institución durante el inicio del conflicto armado en el país.
En 1991 obtuvo el título de profesora en Educación Media por la Universidad Centroamericana “José Simeón Cañas”, y al año siguiente, en 1992, se graduó como licenciada en Letras en la misma universidad. Ese mismo año (1991), participó en un curso sobre Educación Radiofónica impartido en el Instituto de Enseñanza Radiofónica en San José, Costa Rica.

## Carrera
Fue la primera mujer directora de Publicaciones e Impresos del Consejo Nacional para la Cultura y el Arte de El Salvador (1994-1996).
Ha impartido clases en diversas instituciones de educación superior en El Salvador, entre ellas la Universidad Centroamericana José Simeón Cañas, la Escuela Superior de Economía y Negocios (ESEN), y la Universidad Dr. José Matías Delgado, donde ha enseñado asignaturas como Historia del Arte y Literatura Hispanoamericana.
La trayectoria docente de Carmen González Huguet supera los veinte años de experiencia en la enseñanza en instituciones de educación superior en El Salvador.
El 25 de octubre de 2012 se convirtió en miembro de número de la Academia Salvadoreña de la Lengua.
Es integrante de la Red Internacional de Investigación en Literatura de Mujeres de América Central, coordinada desde la Universidad de Aguascalientes, en la capital de este estado mexicano.
En 2020, participó en el coloquio "Escritoras en la historia literaria de América Central", organizado por la Universidad Dr. José Matías Delgado, donde presentó avances de su investigación.
En 2022, participó en la I Jornada de Estudio de la Red Internacional de Literatura de Mujeres de América Central (RILMAC), donde compartió su experiencia en torno a la investigación de la literatura de mujeres.
En diciembre de 2020, presentó su novela Las cosas no son lo que parecen, publicada por la Editorial Barrilete. La obra narra la historia de dos jóvenes que, enfrentando un amor imposible, deciden suicidarse, y fue presentada en un evento coordinado por la periodista María José Saavedra.

## Polémica sobre publicación
En 2007, las escritoras mexicanas Marisa y Socorro Trejo Sirvent publicaron la antología Al filo del gozo, una recopilación de poesía erótica editada por Viento al Hombro en Tuxtla Gutiérrez, Chiapas (ISBN 978-970-764-348-2). En la página 73 de dicha obra se atribuye a Carmen González Huguet el poema titulado Incendio. Sin embargo, el mismo poema aparece también en la página 213, esta vez atribuido a la escritora mexicana Mariel Turrent Eggleton, quien es considerada su autora original.
Un blog literario que comentó sobre esta publicación en 2007 sugirió que la doble atribución podría deberse a un error de edición por parte de las compiladoras, hasta la fecha, no se ha emitido una corrección oficial respecto a la autoría del poema.

## Obras publicadas

### Poesía
- Las sombras y la luz (1986, Revista Taller de Letras, n.º 118, UCA Editores, San Salvador).
- El revés del espejo (1988, Revista Taller de Letras, n.º 121).
- Testimonio (1994, Dirección de Publicaciones e Impresos, San Salvador).
- Mar inútil (1996, Revista Ars, San Salvador; finalista del certamen Wang Interdata 1987).
- Locuramor (1999, Quetzaltenango, Guatemala).
- Oficio de mujer (2003, Universidad Tecnológica de El Salvador).
- Palabra de diosa (2005, Universidad Tecnológica de Panamá).
- Glosas (2009, Editorial Delgado).
- Bitácora (2010, Quetzaltenango, Guatemala).
- Placeres (2010, Managua; ganador del certamen "Rafaela Contreras", ANIDE).
- El alma herida (2019, Madrid; Premio Mundial de Poesía Mística "Fernando Rielo").
- En el reino de la imaginación (2019, poesía infantil; XXV Juegos Florales de Morazán).

### Cuento
- Mujeres (1997; II Certamen de Literatura de Mujeres, UNESCO).
- Leyendas de Cuscatlán (2017, cuento infantil).

### Novela
- El rostro en el espejo (2005; 2.ª ed. en 2010).
- Pentagrama (2015).
- Crónicas policíacas (2017; incluye relatos como "Pentagrama", "Laberinto", "Días de muertos").
- Viento de ceniza (2017; ganador del LXXX Certamen Hispanoamericano de Quetzaltenango).

### Testimonio
- Álbum de familia: más de un siglo de migraciones (2020; XXV Juegos Florales de La Unión).

### Otros
- Jimmy Hendrix toca mientras cae la lluvia (2004; cuento y monólogo teatral).
- Poesía completa de Claudia Lars (1999; edición y prólogo por Carmen González Huguet).

## Premios
- En 1999, su poemario Locuramor fue galardonado con el primer lugar en los Juegos Florales Hispanoamericanos de Quetzaltenango.[17]

- En 2003, ganó el premio de dramaturgia en los Juegos Florales de San Miguel con su monólogo teatral Jimmy Hendrix toca mientras cae la lluvia.[18]

- En 2005, recibió el Premio de Poesía "Rogelio Sinán" de la Universidad Tecnológica de Panamá por su poemario Palabra de diosa.[19]

- En agosto de 2005, su novela corta En busca del paraíso fue premiada en los Juegos Florales de San Salvador.[18]

- En diciembre de 2006, ganó los Juegos Florales de Zacatecoluca con su novela policíaca Flores de papel.[18]

- En 2007, obtuvo nuevamente el premio en los Juegos Florales con su novela negra Los niños perdidos, lo que le valió el título de "Gran Maestre de novela corta", siendo la única mujer en recibir este galardón en dicha rama.[17]

- En 2007, recibió un reconocimiento por parte de la Cámara Salvadoreña del Libro.[18]

- En 2008, ganó los Juegos Florales de Santa Ana con su libro de cuentos El color de la melancolía.[18]

- En 2010, obtuvo su segundo premio en los Juegos Florales Hispanoamericanos de Quetzaltenango por su poemario Bitácora, convirtiéndose en la única escritora salvadoreña en ganar este premio en dos ocasiones.[17]

- En 2010, fue ganadora del VI Concurso Centroamericano "Rafaela Contreras" en poesía, otorgado por la Asociación Nicaragüense de Escritoras (ANIDE), por su libro Placeres.[20]

- Ha sido galardonada con el título de "Gran Maestre" en las ramas de Poesía, Novela corta y Cuento por ganar tres ediciones distintas de los Juegos Florales, convocados por CONCULTURA en cada una de dichas ramas.[17]

- En 2011, recibió el premio de cultura "Licenciada Antonia Portillo de Galindo", en la especialidad de poesía, otorgado por el Centro Cultural Salvadoreño Americano.[18]

- En 2017, ganó el Premio Hispanoamericano de Novela en la ciudad de Quetzaltenango, Guatemala, con su obra policíaca Viento de ceniza.[21]

- Ese mismo año, fue galardonada con el XXXVII Premio Mundial Fernando Rielo de Poesía Mística por su poemario El alma herida.[22]

- En 2019, ganó el premio de Poesía Infantil en los Juegos Florales convocados por el Ministerio de Cultura de El Salvador con la obra En el reino de la imaginación.[23]